# Tour d'Italie féminin 1999
La 10e édition du Tour d'Italie féminin (Giro Donne 1999, Giro d'Italia Internazionale Femminile en italien) a lieu du 30 au 11 juillet 1999. La course fait partie du calendrier UCI féminin en catégorie 2.9.1.
Gabriella Pregnolato gagne la première étape grâce à une attaque dans le final, on ne lui attribue cependant pas le maillot rose à cause d'un remorquage excessif de sa voiture sportive. Marion Clignet porte le premier maillot rose. Petra Rossner s'impose le lendemain au sprint et Zita Urbonaitė prend la tête du classement général. Zinaida Stahurskaia règle le groupe d'échappée sur la troisième étape. Dans la quatrième étape, Zulfiya Zabirova profite d'une côte pour s'isoler puis s'imposer. L'étape suivante est décisive avec la double ascension du Monte Serra. La formation Alfa Lum - William Aurora triomphe avec un triplé Daniela Veronesi, Joane Somarriba et Svetlana Boubnenkova près de trois minutes avant leurs concurrentes. Veronesi prend la tête du classement général. Petra Rossner gagne de nouveau le lendemain, Somarriba prend définitivement le maillot rose. Zulfiya Zabirova gagne nettement le contre-la-montre de la septième étape. Sur la huitième étape, Goulnara Ivanova gagne en faisant partie d'un trio d'échappée. Zulfiya Zabirova remporte une troisième étape, en solitaire cette fois. Les favorites sortent dans l'étape 10a, Pia Sundstedt règle ce groupe de tête. Le contre-la-montre en côte voit la victoire de Joane Somarriba, qui renforce sa première place au classement général. Sonia Rocca est la plus rapide du vaste groupe de tête sur la onzième étape. Enfin, Gabriella Pregnolato s'impose de nouveau après être sortie dans le final dans l'ultime étape. Joane Somarriba remporte l'épreuve devant Svetlana Boubnenkova et Daniela Veronesi. La formation Alfa Lum occupe donc l'intégralité du podium. Svetlana Boubnenkova remporte le classement par points, Daniela Veronesi celui de la montagne. Tatiana Stiajkina est la meilleure jeune.

## Présentation

### Parcours
Il y a peu de transferts pour les équipes. Seulement cinq hôtels différents sont utilisés pendant l'intégralité de la course.

### Équipes
| Équipes féminines professionnelles (10)- Acca Due O-Lorena Camicie - Alfa Lum-William Aurora - Cicli Aliverti - Edil Savino - Gas Sport Team - Primavera Oliviero Sport - SC Masters Automazione-Molteni Record - SC Michela Fanini Record Rox - Selene Rama Mista - Vlaanderen 2002 Ladies Équipes nationales (4)- Australie - Allemagne - Slovaquie - Ukraine |
| |

### Favorites
Fabiana Luperini ayant remporté les quatre éditions précédentes, elle fait figure de grande favorite. Alessandra Cappellotto, Pia Sundstedt, Edita Pučinskaitė sont les autres favorites.

## Étapes
| Étape       | Date      | Villes étapes                             | type                        | Distance (km) | Vainqueur d'étape    | Leader du classement général |
| ----------- | --------- | ----------------------------------------- | --------------------------- | ------------- | -------------------- | ---------------------------- |
| 1re étape   | 30 juin   | Ravenne – Misano Adriatico                | étape vallonnée             | 95            | Gabriella Pregnolato | Marion Clignet               |
| 2e étape    | 1 juill.  | Misano Adriatico – Senigallia             | étape de plaine             | 121,2         | Petra Rossner        | Zita Urbonaitė               |
| 3e étape    | 2 juill.  | Fano – Città di Castello                  | étape de moyenne montagne   | 113           | Zinaida Stahurskaia  | Zita Urbonaitė               |
| 4e étape    | 3 juill.  | Umbertide – Umbertide                     | étape vallonnée             | 112,8         | Zulfiya Zabirova     | Zita Urbonaitė               |
| 5e étape    | 4 juill.  | Cascina – Buti                            | étape de montagne           | 113,5         | Daniela Veronesi     | Daniela Veronesi             |
| 6e étape    | 5 juill.  | Chieri – Moncalieri                       | étape vallonnée             | 96            | Petra Rossner        | Joane Somarriba              |
| 7e étape    | 6 juill.  | Portomaggiore – Portomaggiore             | contre-la-montre individuel | 13            | Zulfiya Zabirova     | Joane Somarriba              |
| 8e étape    | 7 juill.  | Monteforte d'Alpone – Monteforte d'Alpone | étape vallonnée             | 109,7         | Gulnara Fatkúlina    | Joane Somarriba              |
| 9e étape    | 8 juill.  | Montebelluna – Tambre                     | étape de moyenne montagne   | 107           | Zulfiya Zabirova     | Joane Somarriba              |
| 10e a étape | 9 juill.  | Chiuppano – Chiuppano                     | étape vallonnée             | 76,5          | Pia Sundstedt        | Joane Somarriba              |
| 10e b étape | 9 juill.  | Chiuppano                                 | contre-la-montre individuel | 18            | Joane Somarriba      | Joane Somarriba              |
| 11e étape   | 10 juill. | Fontaniva – Fontaniva                     | étape vallonnée             | 115           | Sonia Rocca          | Joane Somarriba              |
| 12e étape   | 11 juill. | Chiuppano – Piovene Rocchette             | étape de plaine             | 115           | Gabriella Pregnolato | Joane Somarriba              |

## Déroulement de la course

### 1reétape
Il fait jusqu'à trente-six degré durant l'étape. Le début d'étape et plat, mais le final comporte de courtes montées. Gabriella Pregnolato sort à deux kilomètres de la ligne et remporte l'étape. Marion Clignet règle le peloton. On n'attribue néanmoins pas à Pregnolato le maillot rose. Elle a en effet été victime d'un incident mécanique durant l'étape et le jury a jugé que la voiture de son directeur sportif l'a remonté de façon excessive dans le peloton.
| \| Classement de l'étape \| Classement de l'étape \| Classement de l'étape \| Classement de l'étape \| Classement de l'étape \| \| Coureur \| Coureur \| Pays \| Équipe \| Temps \| \| --------------------- \| --------------------- \| --------------------- \| ------------------------------------- \| --------------------- \| \| 1re \| Gabriella Pregnolato \| Italie \| Acca Due O-Lorena Camicie \| 2 h 20 min 56 s \| \| 2e \| Marion Clignet \| France \| Acca Due O-Lorena Camicie \| + 9 s \| \| 3e \| Zita Urbonaitė \| Lituanie \| Acca Due O-Lorena Camicie \| + 9 s \| \| 4e \| Gitana Gruodyte \| Lituanie \| Cicli Aliverti \| + 9 s \| \| 5e \| Karen Kurreck \| États-Unis \| Edil Savino \| + 9 s \| \| 6e \| Gulnara Fatkúlina \| Russie \| Acca Due O-Lorena Camicie \| + 9 s \| \| 7e \| Joane Somarriba \| Espagne \| Alfa Lum-William Aurora \| + 9 s \| \| 8e \| Alessandra D'Ettorre \| Italie \| Selene Rama Mista \| + 9 s \| \| 9e \| Nada Cristofoli \| Italie \| Edil Savino \| + 9 s \| \| 10e \| Sigrid Corneo \| Italie \| SC Masters Automazione-Molteni Record \| + 9 s \| |                      |            |                                       |                 |
| |                      |            |                                       |                 |
| |                      |            |                                       |                 |
| Classement de l'étape |                      |            |                                       |                 |
| Coureur | Coureur              | Pays       | Équipe                                | Temps           |
| 1re | Gabriella Pregnolato | Italie     | Acca Due O-Lorena Camicie             | 2 h 20 min 56 s |
| 2e | Marion Clignet       | France     | Acca Due O-Lorena Camicie             | + 9 s           |
| 3e | Zita Urbonaitė       | Lituanie   | Acca Due O-Lorena Camicie             | + 9 s           |
| 4e | Gitana Gruodyte      | Lituanie   | Cicli Aliverti                        | + 9 s           |
| 5e | Karen Kurreck        | États-Unis | Edil Savino                           | + 9 s           |
| 6e | Gulnara Fatkúlina    | Russie     | Acca Due O-Lorena Camicie             | + 9 s           |
| 7e | Joane Somarriba      | Espagne    | Alfa Lum-William Aurora               | + 9 s           |
| 8e | Alessandra D'Ettorre | Italie     | Selene Rama Mista                     | + 9 s           |
| 9e | Nada Cristofoli      | Italie     | Edil Savino                           | + 9 s           |
| 10e | Sigrid Corneo        | Italie     | SC Masters Automazione-Molteni Record | + 9 s           |

| \| Classement général \| Classement général \| Classement général \| Classement général \| Classement général \| \| Coureur \| Coureur \| Pays \| Équipe \| Temps \| \| ------------------ \| -------------------- \| ------------------ \| ------------------------------------- \| ------------------ \| \| 1re \| Marion Clignet \| France \| Acca Due O-Lorena Camicie \| 2 h 21 min 05 s \| \| 2e \| Zita Urbonaitė \| Lituanie \| Acca Due O-Lorena Camicie \| + 0 s \| \| 3e \| Gitana Gruodyte \| Lituanie \| Cicli Aliverti \| + 0 s \| \| 4e \| Karen Kurreck \| États-Unis \| Edil Savino \| + 0 s \| \| 5e \| Gulnara Fatkúlina \| Russie \| Acca Due O-Lorena Camicie \| + 0 s \| \| 6e \| Joane Somarriba \| Espagne \| Alfa Lum-William Aurora \| + 0 s \| \| 7e \| Alessandra D'Ettorre \| Italie \| Selene Rama Mista \| + 0 s \| \| 8e \| Nada Cristofoli \| Italie \| Edil Savino \| + 0 s \| \| 9e \| Sigrid Corneo \| Italie \| SC Masters Automazione-Molteni Record \| + 0 s \| \| 10e \| Lenka Ilavská \| Slovaquie \| Slovaquie \| + 0 s \| |                      |            |                                       |                 |
| |                      |            |                                       |                 |
| |                      |            |                                       |                 |
| Classement général |                      |            |                                       |                 |
| Coureur | Coureur              | Pays       | Équipe                                | Temps           |
| 1re | Marion Clignet       | France     | Acca Due O-Lorena Camicie             | 2 h 21 min 05 s |
| 2e | Zita Urbonaitė       | Lituanie   | Acca Due O-Lorena Camicie             | + 0 s           |
| 3e | Gitana Gruodyte      | Lituanie   | Cicli Aliverti                        | + 0 s           |
| 4e | Karen Kurreck        | États-Unis | Edil Savino                           | + 0 s           |
| 5e | Gulnara Fatkúlina    | Russie     | Acca Due O-Lorena Camicie             | + 0 s           |
| 6e | Joane Somarriba      | Espagne    | Alfa Lum-William Aurora               | + 0 s           |
| 7e | Alessandra D'Ettorre | Italie     | Selene Rama Mista                     | + 0 s           |
| 8e | Nada Cristofoli      | Italie     | Edil Savino                           | + 0 s           |
| 9e | Sigrid Corneo        | Italie     | SC Masters Automazione-Molteni Record | + 0 s           |
| 10e | Lenka Ilavská        | Slovaquie  | Slovaquie                             | + 0 s           |

### 2eétape
La première échappée est formée de : Fatima Blazquez et Roberta Bonanomi. Leur avance atteint une minute quarante. Elles sont reprises au kilomètre soixante-seize. L'étape se conclut au sprint par une victoire de Petra Rossner. Malgré son parcours considéré comme plat, plus d'une vingtaine de coureuses termine hors-délais. Zita Urbonaitė devient le nouveau maillot rose,.
| \| Classement de l'étape \| Classement de l'étape \| Classement de l'étape \| Classement de l'étape \| Classement de l'étape \| \| Coureur \| Coureur \| Pays \| Équipe \| Temps \| \| --------------------- \| --------------------- \| --------------------- \| ------------------------- \| --------------------- \| \| 1re \| Petra Rossner \| Allemagne \| Allemagne \| 3 h 28 min 52 s \| \| 2e \| Zinaida Stahurskaia \| Biélorussie \| Acca Due O-Lorena Camicie \| + 0 s \| \| 3e \| Zita Urbonaitė \| Lituanie \| Acca Due O-Lorena Camicie \| + 0 s \| \| 4e \| Sara Felloni \| Italie \| Acca Due O-Lorena Camicie \| + 0 s \| \| 5e \| Swetlana Bubnenkowa \| Russie \| Alfa Lum-William Aurora \| + 0 s \| \| 6e \| Fátima Blázquez \| Espagne \| Alfa Lum-William Aurora \| + 0 s \| \| 7e \| Oksana Saprykina \| Ukraine \| Primavera Oliviero Sport \| + 0 s \| \| 8e \| Vera Hohlfeld \| Allemagne \| Gas Sport Team \| + 0 s \| \| 9e \| Nada Cristofoli \| Italie \| Edil Savino \| + 0 s \| \| 10e \| Marion Clignet \| France \| Acca Due O-Lorena Camicie \| + 0 s \| |                     |             |                           |                 |
| |                     |             |                           |                 |
| |                     |             |                           |                 |
| Classement de l'étape |                     |             |                           |                 |
| Coureur | Coureur             | Pays        | Équipe                    | Temps           |
| 1re | Petra Rossner       | Allemagne   | Allemagne                 | 3 h 28 min 52 s |
| 2e | Zinaida Stahurskaia | Biélorussie | Acca Due O-Lorena Camicie | + 0 s           |
| 3e | Zita Urbonaitė      | Lituanie    | Acca Due O-Lorena Camicie | + 0 s           |
| 4e | Sara Felloni        | Italie      | Acca Due O-Lorena Camicie | + 0 s           |
| 5e | Swetlana Bubnenkowa | Russie      | Alfa Lum-William Aurora   | + 0 s           |
| 6e | Fátima Blázquez     | Espagne     | Alfa Lum-William Aurora   | + 0 s           |
| 7e | Oksana Saprykina    | Ukraine     | Primavera Oliviero Sport  | + 0 s           |
| 8e | Vera Hohlfeld       | Allemagne   | Gas Sport Team            | + 0 s           |
| 9e | Nada Cristofoli     | Italie      | Edil Savino               | + 0 s           |
| 10e | Marion Clignet      | France      | Acca Due O-Lorena Camicie | + 0 s           |

| \| Classement général \| Classement général \| Classement général \| Classement général \| Classement général \| \| Coureur \| Coureur \| Pays \| Équipe \| Temps \| \| ------------------ \| ------------------- \| ------------------ \| ------------------------------------- \| ------------------ \| \| 1re \| Zita Urbonaitė \| Lituanie \| Acca Due O-Lorena Camicie \| 5 h 50 min 00 s \| \| 2e \| Marion Clignet \| France \| Acca Due O-Lorena Camicie \| + 0 s \| \| 3e \| Zinaida Stahurskaia \| Biélorussie \| Acca Due O-Lorena Camicie \| + 0 s \| \| 4e \| Nada Cristofoli \| Italie \| Edil Savino \| + 0 s \| \| 5e \| Gitana Gruodyte \| Lituanie \| Cicli Aliverti \| + 0 s \| \| 6e \| Sara Felloni \| Italie \| Acca Due O-Lorena Camicie \| + 0 s \| \| 7e \| Swetlana Bubnenkowa \| Russie \| Alfa Lum-William Aurora \| + 0 s \| \| 8e \| Vera Hohlfeld \| Allemagne \| Gas Sport Team \| + 0 s \| \| 9e \| Sigrid Corneo \| Italie \| SC Masters Automazione-Molteni Record \| + 0 s \| \| 10e \| Oksana Saprykina \| Ukraine \| Primavera Oliviero Sport \| + 0 s \| |                     |             |                                       |                 |
| |                     |             |                                       |                 |
| |                     |             |                                       |                 |
| Classement général |                     |             |                                       |                 |
| Coureur | Coureur             | Pays        | Équipe                                | Temps           |
| 1re | Zita Urbonaitė      | Lituanie    | Acca Due O-Lorena Camicie             | 5 h 50 min 00 s |
| 2e | Marion Clignet      | France      | Acca Due O-Lorena Camicie             | + 0 s           |
| 3e | Zinaida Stahurskaia | Biélorussie | Acca Due O-Lorena Camicie             | + 0 s           |
| 4e | Nada Cristofoli     | Italie      | Edil Savino                           | + 0 s           |
| 5e | Gitana Gruodyte     | Lituanie    | Cicli Aliverti                        | + 0 s           |
| 6e | Sara Felloni        | Italie      | Acca Due O-Lorena Camicie             | + 0 s           |
| 7e | Swetlana Bubnenkowa | Russie      | Alfa Lum-William Aurora               | + 0 s           |
| 8e | Vera Hohlfeld       | Allemagne   | Gas Sport Team                        | + 0 s           |
| 9e | Sigrid Corneo       | Italie      | SC Masters Automazione-Molteni Record | + 0 s           |
| 10e | Oksana Saprykina    | Ukraine     | Primavera Oliviero Sport              | + 0 s           |

### 3eétape
L'étape débute par une longue montée de trente kilomètres aux pentes faibles néanmoins. Il y a quelques attaques, mais aucune ne prend vraiment de l'avance. Dans la descente, un groupe de six se forme : Luisiana Pegoraro, Zinaida Stahurskaia, Zita Urbonaitė, Priska Doppmann, Gabriella Pregnolato et Sonia Rocca. Il se départage au sprint et Stahurskaia se montre la plus rapide. Derrière, Antonella Bellutti sort seule. Croyant avoir gagné, elle lève les bras en passant la ligne.
| \| Classement de l'étape \| Classement de l'étape \| Classement de l'étape \| Classement de l'étape \| Classement de l'étape \| \| Coureur \| Coureur \| Pays \| Équipe \| Temps \| \| --------------------- \| --------------------- \| --------------------- \| ------------------------- \| --------------------- \| \| 1re \| Zinaida Stahurskaia \| Biélorussie \| Acca Due O-Lorena Camicie \| 3 h 00 min 27 s \| \| 2e \| Sonia Rocca \| Italie \| Alfa Lum-William Aurora \| + 0 s \| \| 3e \| Zita Urbonaitė \| Lituanie \| Acca Due O-Lorena Camicie \| + 0 s \| \| 4e \| Luisiana Pegoraro \| Italie \| Edil Savino \| + 0 s \| \| 5e \| Priska Doppmann \| Suisse \| Gas Sport Team \| + 0 s \| \| 6e \| Gabriella Pregnolato \| Italie \| Acca Due O-Lorena Camicie \| + 5 s \| \| 7e \| Antonella Bellutti \| Italie \| Selene Rama Mista \| + 46 s \| \| 8e \| Petra Rossner \| Allemagne \| Allemagne \| + 50 s \| \| 9e \| Oksana Saprykina \| Ukraine \| Primavera Oliviero Sport \| + 50 s \| \| 10e \| Lenka Ilavská \| Slovaquie \| Swam Hooch \| + 50 s \| |                      |             |                           |                 |
| |                      |             |                           |                 |
| |                      |             |                           |                 |
| Classement de l'étape |                      |             |                           |                 |
| Coureur | Coureur              | Pays        | Équipe                    | Temps           |
| 1re | Zinaida Stahurskaia  | Biélorussie | Acca Due O-Lorena Camicie | 3 h 00 min 27 s |
| 2e | Sonia Rocca          | Italie      | Alfa Lum-William Aurora   | + 0 s           |
| 3e | Zita Urbonaitė       | Lituanie    | Acca Due O-Lorena Camicie | + 0 s           |
| 4e | Luisiana Pegoraro    | Italie      | Edil Savino               | + 0 s           |
| 5e | Priska Doppmann      | Suisse      | Gas Sport Team            | + 0 s           |
| 6e | Gabriella Pregnolato | Italie      | Acca Due O-Lorena Camicie | + 5 s           |
| 7e | Antonella Bellutti   | Italie      | Selene Rama Mista         | + 46 s          |
| 8e | Petra Rossner        | Allemagne   | Allemagne                 | + 50 s          |
| 9e | Oksana Saprykina     | Ukraine     | Primavera Oliviero Sport  | + 50 s          |
| 10e | Lenka Ilavská        | Slovaquie   | Swam Hooch                | + 50 s          |

| \| Classement général \| Classement général \| Classement général \| Classement général \| Classement général \| \| Coureur \| Coureur \| Pays \| Équipe \| Temps \| \| ------------------ \| -------------------- \| ------------------ \| ------------------------- \| ------------------ \| \| 1re \| Zita Urbonaitė \| Lituanie \| Acca Due O-Lorena Camicie \| 8 h 50 min 27 s \| \| 2e \| Zinaida Stahurskaia \| Biélorussie \| Acca Due O-Lorena Camicie \| + 0 s \| \| 3e \| Priska Doppmann \| Suisse \| Gas Sport Team \| + 0 s \| \| 4e \| Luisiana Pegoraro \| Italie \| Edil Savino \| + 0 s \| \| 5e \| Gabriella Pregnolato \| Italie \| Acca Due O-Lorena Camicie \| + 16 s \| \| 6e \| Marion Clignet \| France \| Acca Due O-Lorena Camicie \| + 50 s \| \| 7e \| Nada Cristofoli \| Italie \| Edil Savino \| + 50 s \| \| 8e \| Sara Felloni \| Italie \| Acca Due O-Lorena Camicie \| + 50 s \| \| 9e \| Oksana Saprykina \| Ukraine \| Primavera Oliviero Sport \| + 50 s \| \| 10e \| Gitana Gruodyte \| Lituanie \| Cicli Aliverti \| + 50 s \| |                      |             |                           |                 |
| |                      |             |                           |                 |
| |                      |             |                           |                 |
| Classement général |                      |             |                           |                 |
| Coureur | Coureur              | Pays        | Équipe                    | Temps           |
| 1re | Zita Urbonaitė       | Lituanie    | Acca Due O-Lorena Camicie | 8 h 50 min 27 s |
| 2e | Zinaida Stahurskaia  | Biélorussie | Acca Due O-Lorena Camicie | + 0 s           |
| 3e | Priska Doppmann      | Suisse      | Gas Sport Team            | + 0 s           |
| 4e | Luisiana Pegoraro    | Italie      | Edil Savino               | + 0 s           |
| 5e | Gabriella Pregnolato | Italie      | Acca Due O-Lorena Camicie | + 16 s          |
| 6e | Marion Clignet       | France      | Acca Due O-Lorena Camicie | + 50 s          |
| 7e | Nada Cristofoli      | Italie      | Edil Savino               | + 50 s          |
| 8e | Sara Felloni         | Italie      | Acca Due O-Lorena Camicie | + 50 s          |
| 9e | Oksana Saprykina     | Ukraine     | Primavera Oliviero Sport  | + 50 s          |
| 10e | Gitana Gruodyte      | Lituanie    | Cicli Aliverti            | + 50 s          |

### 4eétape
La météo est caniculaire. Trois tours d'un circuit incluant une côte de troisième catégorie sont effectués. Une côte de seconde catégorie est placée à dix kilomètres de l'arrivée. Avant celle-ci, un groupe de quatre sort du peloton. L'équipe Gas et la sélection allemande les reprenent. La côte est montée à grande vitesse. Zulfiya Zabirova attaque et n'est plus reprise. Derrière, Nada Cristofoli règle le sprint du peloton.
| \| Classement de l'étape \| Classement de l'étape \| Classement de l'étape \| Classement de l'étape \| Classement de l'étape \| \| Coureur \| Coureur \| Pays \| Équipe \| Temps \| \| --------------------- \| --------------------- \| --------------------- \| ---------------------------- \| --------------------- \| \| 1re \| Zulfiya Zabirova \| Russie \| Acca Due O-Lorena Camicie \| 2 h 54 min 33 s \| \| 2e \| Nada Cristofoli \| Italie \| Edil Savino \| + 4 s \| \| 3e \| Sara Felloni \| Italie \| Acca Due O-Lorena Camicie \| + 4 s \| \| 4e \| Gulnara Fatkúlina \| Russie \| Acca Due O-Lorena Camicie \| + 4 s \| \| 5e \| Vera Hohlfeld \| Allemagne \| Gas Sport Team \| + 4 s \| \| 6e \| Priska Doppmann \| Suisse \| Gas Sport Team \| + 4 s \| \| 7e \| Tatiana Stiajkina \| Ukraine \| Selene Rama Mista \| + 4 s \| \| 8e \| Oksana Saprykina \| Ukraine \| Primavera Oliviero Sport \| + 4 s \| \| 9e \| Natalja Kistchuk \| Ukraine \| SC Michela Fanini Record Rox \| + 4 s \| \| 10e \| Swetlana Bubnenkowa \| Russie \| Alfa Lum-William Aurora \| + 4 s \| |                     |           |                              |                 |
| |                     |           |                              |                 |
| |                     |           |                              |                 |
| Classement de l'étape |                     |           |                              |                 |
| Coureur | Coureur             | Pays      | Équipe                       | Temps           |
| 1re | Zulfiya Zabirova    | Russie    | Acca Due O-Lorena Camicie    | 2 h 54 min 33 s |
| 2e | Nada Cristofoli     | Italie    | Edil Savino                  | + 4 s           |
| 3e | Sara Felloni        | Italie    | Acca Due O-Lorena Camicie    | + 4 s           |
| 4e | Gulnara Fatkúlina   | Russie    | Acca Due O-Lorena Camicie    | + 4 s           |
| 5e | Vera Hohlfeld       | Allemagne | Gas Sport Team               | + 4 s           |
| 6e | Priska Doppmann     | Suisse    | Gas Sport Team               | + 4 s           |
| 7e | Tatiana Stiajkina   | Ukraine   | Selene Rama Mista            | + 4 s           |
| 8e | Oksana Saprykina    | Ukraine   | Primavera Oliviero Sport     | + 4 s           |
| 9e | Natalja Kistchuk    | Ukraine   | SC Michela Fanini Record Rox | + 4 s           |
| 10e | Swetlana Bubnenkowa | Russie    | Alfa Lum-William Aurora      | + 4 s           |

| \| Classement général \| Classement général \| Classement général \| Classement général \| Classement général \| \| Coureur \| Coureur \| Pays \| Équipe \| Temps \| \| ------------------ \| ------------------- \| ------------------ \| ------------------------- \| ------------------ \| \| 1re \| Zita Urbonaitė \| Lituanie \| Acca Due O-Lorena Camicie \| 11 h 45 min 04 s \| \| 2e \| Priska Doppmann \| Suisse \| Gas Sport Team \| + 0 s \| \| 3e \| Luisiana Pegoraro \| Italie \| Edil Savino \| + 0 s \| \| 4e \| Zinaida Stahurskaia \| Biélorussie \| Acca Due O-Lorena Camicie \| + 48 s \| \| 5e \| Nada Cristofoli \| Italie \| Edil Savino \| + 50 s \| \| 6e \| Sara Felloni \| Italie \| Acca Due O-Lorena Camicie \| + 50 s \| \| 7e \| Oksana Saprykina \| Ukraine \| Primavera Oliviero Sport \| + 50 s \| \| 8e \| Vera Hohlfeld \| Allemagne \| Gas Sport Team \| + 50 s \| \| 9e \| Gulnara Fatkúlina \| Russie \| Acca Due O-Lorena Camicie \| + 50 s \| \| 10e \| Swetlana Bubnenkowa \| Russie \| Alfa Lum-William Aurora \| + 50 s \| |                     |             |                           |                  |
| |                     |             |                           |                  |
| |                     |             |                           |                  |
| Classement général |                     |             |                           |                  |
| Coureur | Coureur             | Pays        | Équipe                    | Temps            |
| 1re | Zita Urbonaitė      | Lituanie    | Acca Due O-Lorena Camicie | 11 h 45 min 04 s |
| 2e | Priska Doppmann     | Suisse      | Gas Sport Team            | + 0 s            |
| 3e | Luisiana Pegoraro   | Italie      | Edil Savino               | + 0 s            |
| 4e | Zinaida Stahurskaia | Biélorussie | Acca Due O-Lorena Camicie | + 48 s           |
| 5e | Nada Cristofoli     | Italie      | Edil Savino               | + 50 s           |
| 6e | Sara Felloni        | Italie      | Acca Due O-Lorena Camicie | + 50 s           |
| 7e | Oksana Saprykina    | Ukraine     | Primavera Oliviero Sport  | + 50 s           |
| 8e | Vera Hohlfeld       | Allemagne   | Gas Sport Team            | + 50 s           |
| 9e | Gulnara Fatkúlina   | Russie      | Acca Due O-Lorena Camicie | + 50 s           |
| 10e | Swetlana Bubnenkowa | Russie      | Alfa Lum-William Aurora   | + 50 s           |

### 5eétape
Le Monte Serra est escaladé deux fois, par deux versants différents, durant l'étape. Dans la première montée, trois coureuses de l'équipe Alpha Lum sortent. Il s'agit de : Daniela Veronesi, Joane Somarriba et Svetlana Boubnenkova. Les deux premières s'imposent main dans la main. Bubnenkova suit quelques secondes plus loin. Les favorites Fabiana Luperini et Edita Pučinskaitė terminent près de trois minutes plus loin et Pia Sundstedt à quatre minutes.
| \| Classement de l'étape \| Classement de l'étape \| Classement de l'étape \| Classement de l'étape \| Classement de l'étape \| \| Coureur \| Coureur \| Pays \| Équipe \| Temps \| \| --------------------- \| --------------------- \| --------------------- \| ------------------------- \| --------------------- \| \| 1re \| Daniela Veronesi \| Saint-Marin \| Alfa Lum-William Aurora \| 3 h 25 min 44 s \| \| 2e \| Joane Somarriba \| Espagne \| Alfa Lum-William Aurora \| + 0 s \| \| 3e \| Swetlana Bubnenkowa \| Russie \| Alfa Lum-William Aurora \| + 6 s \| \| 4e \| Tatiana Stiajkina \| Ukraine \| Selene Rama Mista \| + 2 min 51 s \| \| 5e \| Fabiana Luperini \| Italie \| Gas Sport Team \| + 2 min 53 s \| \| 6e \| Edita Pučinskaitė \| Lituanie \| Acca Due O-Lorena Camicie \| + 2 min 53 s \| \| 7e \| Pia Sundstedt \| Finlande \| Gas Sport Team \| + 4 min 03 s \| \| 8e \| Heidi Van de Vijver \| Belgique \| Vlaanderen 2002 Ladies \| + 4 min 21 s \| \| 9e \| Yuliya Murenkaya \| Ukraine \| \| + 4 min 33 s \| \| 10e \| Nicole Brändli \| Suisse \| Acca Due O-Lorena Camicie \| + 5 min 45 s \| |                     |             |                           |                 |
| |                     |             |                           |                 |
| |                     |             |                           |                 |
| Classement de l'étape |                     |             |                           |                 |
| Coureur | Coureur             | Pays        | Équipe                    | Temps           |
| 1re | Daniela Veronesi    | Saint-Marin | Alfa Lum-William Aurora   | 3 h 25 min 44 s |
| 2e | Joane Somarriba     | Espagne     | Alfa Lum-William Aurora   | + 0 s           |
| 3e | Swetlana Bubnenkowa | Russie      | Alfa Lum-William Aurora   | + 6 s           |
| 4e | Tatiana Stiajkina   | Ukraine     | Selene Rama Mista         | + 2 min 51 s    |
| 5e | Fabiana Luperini    | Italie      | Gas Sport Team            | + 2 min 53 s    |
| 6e | Edita Pučinskaitė   | Lituanie    | Acca Due O-Lorena Camicie | + 2 min 53 s    |
| 7e | Pia Sundstedt       | Finlande    | Gas Sport Team            | + 4 min 03 s    |
| 8e | Heidi Van de Vijver | Belgique    | Vlaanderen 2002 Ladies    | + 4 min 21 s    |
| 9e | Yuliya Murenkaya    | Ukraine     |                           | + 4 min 33 s    |
| 10e | Nicole Brändli      | Suisse      | Acca Due O-Lorena Camicie | + 5 min 45 s    |

| \| Classement général \| Classement général \| Classement général \| Classement général \| Classement général \| \| Coureur \| Coureur \| Pays \| Équipe \| Temps \| \| ------------------ \| ------------------- \| ------------------ \| ------------------------- \| ------------------ \| \| 1re \| Daniela Veronesi \| Saint-Marin \| Alfa Lum-William Aurora \| 15 h 11 min 38 s \| \| 2e \| Joane Somarriba \| Espagne \| Alfa Lum-William Aurora \| + 0 s \| \| 3e \| Swetlana Bubnenkowa \| Russie \| Alfa Lum-William Aurora \| + 6 s \| \| 4e \| Tatiana Stiajkina \| Ukraine \| Selene Rama Mista \| + 2 min 51 s \| \| 5e \| Fabiana Luperini \| Italie \| Gas Sport Team \| + 2 min 53 s \| \| 6e \| Edita Pučinskaitė \| Lituanie \| Acca Due O-Lorena Camicie \| + 2 min 53 s \| \| 7e \| Pia Sundstedt \| Finlande \| Gas Sport Team \| + 4 min 03 s \| \| 8e \| Heidi Van de Vijver \| Belgique \| Vlaanderen 2002 Ladies \| + 4 min 21 s \| \| 9e \| Yuliya Murenkaya \| Ukraine \| \| + 4 min 33 s \| \| 10e \| Nicole Brändli \| Suisse \| Acca Due O-Lorena Camicie \| + 5 min 45 s \| |                     |             |                           |                  |
| |                     |             |                           |                  |
| |                     |             |                           |                  |
| Classement général |                     |             |                           |                  |
| Coureur | Coureur             | Pays        | Équipe                    | Temps            |
| 1re | Daniela Veronesi    | Saint-Marin | Alfa Lum-William Aurora   | 15 h 11 min 38 s |
| 2e | Joane Somarriba     | Espagne     | Alfa Lum-William Aurora   | + 0 s            |
| 3e | Swetlana Bubnenkowa | Russie      | Alfa Lum-William Aurora   | + 6 s            |
| 4e | Tatiana Stiajkina   | Ukraine     | Selene Rama Mista         | + 2 min 51 s     |
| 5e | Fabiana Luperini    | Italie      | Gas Sport Team            | + 2 min 53 s     |
| 6e | Edita Pučinskaitė   | Lituanie    | Acca Due O-Lorena Camicie | + 2 min 53 s     |
| 7e | Pia Sundstedt       | Finlande    | Gas Sport Team            | + 4 min 03 s     |
| 8e | Heidi Van de Vijver | Belgique    | Vlaanderen 2002 Ladies    | + 4 min 21 s     |
| 9e | Yuliya Murenkaya    | Ukraine     |                           | + 4 min 33 s     |
| 10e | Nicole Brändli      | Suisse      | Acca Due O-Lorena Camicie | + 5 min 45 s     |

### 6eétape
Petra Rossner remporte l'étape et Joane Somarriba prend la tête du classement général.
| \| Classement de l'étape \| Classement de l'étape \| Classement de l'étape \| Classement de l'étape \| Classement de l'étape \| \| Coureur \| Coureur \| Pays \| Équipe \| Temps \| \| --------------------- \| --------------------- \| --------------------- \| ------------------------- \| --------------------- \| \| 1re \| Petra Rossner \| Allemagne \| \| 2 h 40 min 34 s \| \| 2e \| Nada Cristofoli \| Italie \| Edil Savino \| + 2 s \| \| 3e \| Edita Pučinskaitė \| Lituanie \| Acca Due O-Lorena Camicie \| + 3 s \| \| 4e \| Zinaida Stahurskaia \| Biélorussie \| Acca Due O-Lorena Camicie \| + 5 s \| \| 5e \| Valeria Cappellotto \| Italie \| Gas Sport Team \| + 9 s \| \| 6e \| Swetlana Bubnenkowa \| Russie \| Alfa Lum-William Aurora \| + 9 s \| \| 7e \| Sonia Rocca \| Italie \| Alfa Lum-William Aurora \| + 9 s \| \| 8e \| Roberta Bonanomi \| Italie \| Acca Due O-Lorena Camicie \| + 9 s \| \| 9e \| Yuliya Murenkaya \| Ukraine \| \| + 9 s \| \| 10e \| Zulfiya Zabirova \| Russie \| Acca Due O-Lorena Camicie \| + 9 s \| |                     |             |                           |                 |
| |                     |             |                           |                 |
| |                     |             |                           |                 |
| Classement de l'étape |                     |             |                           |                 |
| Coureur | Coureur             | Pays        | Équipe                    | Temps           |
| 1re | Petra Rossner       | Allemagne   |                           | 2 h 40 min 34 s |
| 2e | Nada Cristofoli     | Italie      | Edil Savino               | + 2 s           |
| 3e | Edita Pučinskaitė   | Lituanie    | Acca Due O-Lorena Camicie | + 3 s           |
| 4e | Zinaida Stahurskaia | Biélorussie | Acca Due O-Lorena Camicie | + 5 s           |
| 5e | Valeria Cappellotto | Italie      | Gas Sport Team            | + 9 s           |
| 6e | Swetlana Bubnenkowa | Russie      | Alfa Lum-William Aurora   | + 9 s           |
| 7e | Sonia Rocca         | Italie      | Alfa Lum-William Aurora   | + 9 s           |
| 8e | Roberta Bonanomi    | Italie      | Acca Due O-Lorena Camicie | + 9 s           |
| 9e | Yuliya Murenkaya    | Ukraine     |                           | + 9 s           |
| 10e | Zulfiya Zabirova    | Russie      | Acca Due O-Lorena Camicie | + 9 s           |

| \| Classement général \| Classement général \| Classement général \| Classement général \| Classement général \| \| Coureur \| Coureur \| Pays \| Équipe \| Temps \| \| ------------------ \| ------------------- \| ------------------ \| ------------------------- \| ------------------ \| \| 1re \| Joane Somarriba \| Espagne \| Alfa Lum-William Aurora \| 17 h 52 min 21 s \| \| 2e \| Swetlana Bubnenkowa \| Russie \| Alfa Lum-William Aurora \| + 6 s \| \| 3e \| Daniela Veronesi \| Saint-Marin \| Alfa Lum-William Aurora \| + 12 s \| \| 4e \| Edita Pučinskaitė \| Lituanie \| Acca Due O-Lorena Camicie \| + 2 min 47 s \| \| 5e \| Tatiana Stiajkina \| Ukraine \| Selene Rama Mista \| + 2 min 51 s \| \| 6e \| Fabiana Luperini \| Italie \| Gas Sport Team \| + 3 min 10 s \| \| 7e \| Pia Sundstedt \| Finlande \| Gas Sport Team \| + 4 min 18 s \| \| 8e \| Heidi Van de Vijver \| Belgique \| Vlaanderen 2002 Ladies \| + 4 min 21 s \| \| 9e \| Yuliya Murenkaya \| Ukraine \| \| + 4 min 33 s \| \| 10e \| Cindy Pieters \| Belgique \| Vlaanderen 2002 Ladies \| + 5 min 45 s \| |                     |             |                           |                  |
| |                     |             |                           |                  |
| |                     |             |                           |                  |
| Classement général |                     |             |                           |                  |
| Coureur | Coureur             | Pays        | Équipe                    | Temps            |
| 1re | Joane Somarriba     | Espagne     | Alfa Lum-William Aurora   | 17 h 52 min 21 s |
| 2e | Swetlana Bubnenkowa | Russie      | Alfa Lum-William Aurora   | + 6 s            |
| 3e | Daniela Veronesi    | Saint-Marin | Alfa Lum-William Aurora   | + 12 s           |
| 4e | Edita Pučinskaitė   | Lituanie    | Acca Due O-Lorena Camicie | + 2 min 47 s     |
| 5e | Tatiana Stiajkina   | Ukraine     | Selene Rama Mista         | + 2 min 51 s     |
| 6e | Fabiana Luperini    | Italie      | Gas Sport Team            | + 3 min 10 s     |
| 7e | Pia Sundstedt       | Finlande    | Gas Sport Team            | + 4 min 18 s     |
| 8e | Heidi Van de Vijver | Belgique    | Vlaanderen 2002 Ladies    | + 4 min 21 s     |
| 9e | Yuliya Murenkaya    | Ukraine     |                           | + 4 min 33 s     |
| 10e | Cindy Pieters       | Belgique    | Vlaanderen 2002 Ladies    | + 5 min 45 s     |

### 7eétape
Fabiana Luperini est non-partante à cause de soucis de santé. Zulfiya Zabirova s'impose nettement. Joane Somarriba est la mieux classée de l'équipe Alfa Lum - William Aurora et conforte ainsi sa place à la tête du classement général face à ses coéquipières. Edita Pučinskaitė termine quatrième du contre-la-montre et consolide sa quatrième place au général.
| \| Classement de l'étape \| Classement de l'étape \| Classement de l'étape \| Classement de l'étape \| Classement de l'étape \| \| Coureur \| Coureur \| Pays \| Équipe \| Temps \| \| --------------------- \| --------------------- \| --------------------- \| ------------------------- \| --------------------- \| \| 1re \| Zulfiya Zabirova \| Russie \| Acca Due O-Lorena Camicie \| 16 min 31 s \| \| 2e \| Rasa Mažeikytė \| Lituanie \| \| + 43 s \| \| 3e \| Joane Somarriba \| Espagne \| Alfa Lum-William Aurora \| + 45 s \| \| 4e \| Edita Pučinskaitė \| Lituanie \| Acca Due O-Lorena Camicie \| + 49 s \| \| 5e \| Pia Sundstedt \| Finlande \| Gas Sport Team \| + 50 s \| \| 6e \| Gabriella Pregnolato \| Italie \| Acca Due O-Lorena Camicie \| + 58 s \| \| 7e \| Marion Clignet \| France \| Acca Due O-Lorena Camicie \| + 1 min 03 s \| \| 8e \| Petra Rossner \| Allemagne \| \| + 1 min 05 s \| \| 9e \| Swetlana Bubnenkowa \| Russie \| Alfa Lum-William Aurora \| + 1 min 13 s \| \| 10e \| Luisiana Pegoraro \| Italie \| Edil Savino \| + 1 min 15 s \| |                      |           |                           |              |
| |                      |           |                           |              |
| |                      |           |                           |              |
| Classement de l'étape |                      |           |                           |              |
| Coureur | Coureur              | Pays      | Équipe                    | Temps        |
| 1re | Zulfiya Zabirova     | Russie    | Acca Due O-Lorena Camicie | 16 min 31 s  |
| 2e | Rasa Mažeikytė       | Lituanie  |                           | + 43 s       |
| 3e | Joane Somarriba      | Espagne   | Alfa Lum-William Aurora   | + 45 s       |
| 4e | Edita Pučinskaitė    | Lituanie  | Acca Due O-Lorena Camicie | + 49 s       |
| 5e | Pia Sundstedt        | Finlande  | Gas Sport Team            | + 50 s       |
| 6e | Gabriella Pregnolato | Italie    | Acca Due O-Lorena Camicie | + 58 s       |
| 7e | Marion Clignet       | France    | Acca Due O-Lorena Camicie | + 1 min 03 s |
| 8e | Petra Rossner        | Allemagne |                           | + 1 min 05 s |
| 9e | Swetlana Bubnenkowa  | Russie    | Alfa Lum-William Aurora   | + 1 min 13 s |
| 10e | Luisiana Pegoraro    | Italie    | Edil Savino               | + 1 min 15 s |

| \| Classement général \| Classement général \| Classement général \| Classement général \| Classement général \| \| Coureur \| Coureur \| Pays \| Équipe \| Temps \| \| ------------------ \| ------------------- \| ------------------ \| ------------------------- \| ------------------ \| \| 1re \| Joane Somarriba \| Espagne \| Alfa Lum-William Aurora \| 18 h 08 min 52 s \| \| 2e \| Swetlana Bubnenkowa \| Russie \| Alfa Lum-William Aurora \| + 34 s \| \| 3e \| Daniela Veronesi \| Saint-Marin \| Alfa Lum-William Aurora \| + 1 min 03 s \| \| 4e \| Edita Pučinskaitė \| Lituanie \| Acca Due O-Lorena Camicie \| + 2 min 51 s \| \| 5e \| Tatiana Stiajkina \| Ukraine \| Selene Rama Mista \| + 4 min 06 s \| \| 6e \| Pia Sundstedt \| Finlande \| Gas Sport Team \| + 4 min 23 s \| \| 7e \| Heidi Van de Vijver \| Belgique \| Vlaanderen 2002 Ladies \| + 5 min 07 s \| \| 8e \| Zulfiya Zabirova \| Russie \| Acca Due O-Lorena Camicie \| + 5 min 41 s \| \| 9e \| Yuliya Murenkaya \| Ukraine \| \| + 6 min 03 s \| \| 10e \| Zinaida Stahurskaia \| Biélorussie \| Acca Due O-Lorena Camicie \| + 6 min 33 s \| |                     |             |                           |                  |
| |                     |             |                           |                  |
| |                     |             |                           |                  |
| Classement général |                     |             |                           |                  |
| Coureur | Coureur             | Pays        | Équipe                    | Temps            |
| 1re | Joane Somarriba     | Espagne     | Alfa Lum-William Aurora   | 18 h 08 min 52 s |
| 2e | Swetlana Bubnenkowa | Russie      | Alfa Lum-William Aurora   | + 34 s           |
| 3e | Daniela Veronesi    | Saint-Marin | Alfa Lum-William Aurora   | + 1 min 03 s     |
| 4e | Edita Pučinskaitė   | Lituanie    | Acca Due O-Lorena Camicie | + 2 min 51 s     |
| 5e | Tatiana Stiajkina   | Ukraine     | Selene Rama Mista         | + 4 min 06 s     |
| 6e | Pia Sundstedt       | Finlande    | Gas Sport Team            | + 4 min 23 s     |
| 7e | Heidi Van de Vijver | Belgique    | Vlaanderen 2002 Ladies    | + 5 min 07 s     |
| 8e | Zulfiya Zabirova    | Russie      | Acca Due O-Lorena Camicie | + 5 min 41 s     |
| 9e | Yuliya Murenkaya    | Ukraine     |                           | + 6 min 03 s     |
| 10e | Zinaida Stahurskaia | Biélorussie | Acca Due O-Lorena Camicie | + 6 min 33 s     |

### 8eétape
Goulnara Ivanova, Mandy Hampel et Iryna Chuzhynova s'échappent. La première arrive quelques secondes avant les autres et s'impose.
| \| Classement de l'étape \| Classement de l'étape \| Classement de l'étape \| Classement de l'étape \| Classement de l'étape \| \| Coureur \| Coureur \| Pays \| Équipe \| Temps \| \| --------------------- \| --------------------- \| --------------------- \| ---------------------------- \| --------------------- \| \| 1re \| Gulnara Fatkúlina \| Russie \| Acca Due O-Lorena Camicie \| 2 h 39 min 42 s \| \| 2e \| Mandy Hampel \| Allemagne \| \| + 4 s \| \| 3e \| Iryna Chuzhynova \| Ukraine \| \| + 4 s \| \| 4e \| Gabriella Pregnolato \| Italie \| Acca Due O-Lorena Camicie \| + 45 s \| \| 5e \| Katia Longhin \| Italie \| SC Michela Fanini Record Rox \| + 45 s \| \| 6e \| Sara Felloni \| Italie \| Acca Due O-Lorena Camicie \| + 45 s \| \| 7e \| Petra Rossner \| Allemagne \| \| + 45 s \| \| 8e \| Zinaida Stahurskaia \| Biélorussie \| Acca Due O-Lorena Camicie \| + 45 s \| \| 9e \| Oksana Saprykina \| Ukraine \| Primavera Oliviero Sport \| + 45 s \| \| 10e \| Bridget Evans \| Australie \| \| + 45 s \| |                      |             |                              |                 |
| |                      |             |                              |                 |
| |                      |             |                              |                 |
| Classement de l'étape |                      |             |                              |                 |
| Coureur | Coureur              | Pays        | Équipe                       | Temps           |
| 1re | Gulnara Fatkúlina    | Russie      | Acca Due O-Lorena Camicie    | 2 h 39 min 42 s |
| 2e | Mandy Hampel         | Allemagne   |                              | + 4 s           |
| 3e | Iryna Chuzhynova     | Ukraine     |                              | + 4 s           |
| 4e | Gabriella Pregnolato | Italie      | Acca Due O-Lorena Camicie    | + 45 s          |
| 5e | Katia Longhin        | Italie      | SC Michela Fanini Record Rox | + 45 s          |
| 6e | Sara Felloni         | Italie      | Acca Due O-Lorena Camicie    | + 45 s          |
| 7e | Petra Rossner        | Allemagne   |                              | + 45 s          |
| 8e | Zinaida Stahurskaia  | Biélorussie | Acca Due O-Lorena Camicie    | + 45 s          |
| 9e | Oksana Saprykina     | Ukraine     | Primavera Oliviero Sport     | + 45 s          |
| 10e | Bridget Evans        | Australie   |                              | + 45 s          |

| \| Classement général \| Classement général \| Classement général \| Classement général \| Classement général \| \| Coureur \| Coureur \| Pays \| Équipe \| Temps \| \| ------------------ \| ------------------- \| ------------------ \| ------------------------- \| ------------------ \| \| 1re \| Joane Somarriba \| Espagne \| Alfa Lum-William Aurora \| 20 h 50 min 04 s \| \| 2e \| Swetlana Bubnenkowa \| Russie \| Alfa Lum-William Aurora \| + 34 s \| \| 3e \| Daniela Veronesi \| Saint-Marin \| Alfa Lum-William Aurora \| + 1 min 03 s \| \| 4e \| Edita Pučinskaitė \| Lituanie \| Acca Due O-Lorena Camicie \| + 2 min 51 s \| \| 5e \| Tatiana Stiajkina \| Ukraine \| Selene Rama Mista \| + 4 min 06 s \| \| 6e \| Pia Sundstedt \| Finlande \| Gas Sport Team \| + 4 min 23 s \| \| 7e \| Heidi Van de Vijver \| Belgique \| Vlaanderen 2002 Ladies \| + 5 min 07 s \| \| 8e \| Zulfiya Zabirova \| Russie \| Acca Due O-Lorena Camicie \| + 5 min 41 s \| \| 9e \| Yuliya Murenkaya \| Ukraine \| \| + 6 min 03 s \| \| 10e \| Zinaida Stahurskaia \| Biélorussie \| Acca Due O-Lorena Camicie \| + 6 min 33 s \| |                     |             |                           |                  |
| |                     |             |                           |                  |
| |                     |             |                           |                  |
| Classement général |                     |             |                           |                  |
| Coureur | Coureur             | Pays        | Équipe                    | Temps            |
| 1re | Joane Somarriba     | Espagne     | Alfa Lum-William Aurora   | 20 h 50 min 04 s |
| 2e | Swetlana Bubnenkowa | Russie      | Alfa Lum-William Aurora   | + 34 s           |
| 3e | Daniela Veronesi    | Saint-Marin | Alfa Lum-William Aurora   | + 1 min 03 s     |
| 4e | Edita Pučinskaitė   | Lituanie    | Acca Due O-Lorena Camicie | + 2 min 51 s     |
| 5e | Tatiana Stiajkina   | Ukraine     | Selene Rama Mista         | + 4 min 06 s     |
| 6e | Pia Sundstedt       | Finlande    | Gas Sport Team            | + 4 min 23 s     |
| 7e | Heidi Van de Vijver | Belgique    | Vlaanderen 2002 Ladies    | + 5 min 07 s     |
| 8e | Zulfiya Zabirova    | Russie      | Acca Due O-Lorena Camicie | + 5 min 41 s     |
| 9e | Yuliya Murenkaya    | Ukraine     |                           | + 6 min 03 s     |
| 10e | Zinaida Stahurskaia | Biélorussie | Acca Due O-Lorena Camicie | + 6 min 33 s     |

### 9eétape
Zulfiya Zabirova remporte une troisième étape détâchée. Elle remonte à la sixième place du classement général par la même occasion. Joane Somarriba est intercallée. Le peloton arrive un peu plus de deux minutes après la vainqueur.
| \| Classement de l'étape \| Classement de l'étape \| Classement de l'étape \| Classement de l'étape \| Classement de l'étape \| \| Coureur \| Coureur \| Pays \| Équipe \| Temps \| \| --------------------- \| --------------------- \| --------------------- \| ------------------------- \| --------------------- \| \| 1re \| Zulfiya Zabirova \| Russie \| Acca Due O-Lorena Camicie \| 2 h 56 min 41 s \| \| 2e \| Joane Somarriba \| Espagne \| Alfa Lum-William Aurora \| + 39 s \| \| 3e \| Swetlana Bubnenkowa \| Russie \| Alfa Lum-William Aurora \| + 2 min 16 s \| \| 4e \| Tatiana Stiajkina \| Ukraine \| Selene Rama Mista \| + 2 min 16 s \| \| 5e \| Tamara Poliakova \| Ukraine \| Swam Hooch \| + 2 min 16 s \| \| 6e \| Pia Sundstedt \| Finlande \| Gas Sport Team \| + 2 min 16 s \| \| 7e \| Yuliya Murenkaya \| Ukraine \| \| + 2 min 16 s \| \| 8e \| Daniela Veronesi \| Saint-Marin \| Alfa Lum-William Aurora \| + 2 min 16 s \| \| 9e \| Edita Pučinskaitė \| Lituanie \| Acca Due O-Lorena Camicie \| + 2 min 16 s \| \| 10e \| Roberta Bonanomi \| Italie \| Acca Due O-Lorena Camicie \| + 2 min 19 s \| |                     |             |                           |                 |
| |                     |             |                           |                 |
| |                     |             |                           |                 |
| Classement de l'étape |                     |             |                           |                 |
| Coureur | Coureur             | Pays        | Équipe                    | Temps           |
| 1re | Zulfiya Zabirova    | Russie      | Acca Due O-Lorena Camicie | 2 h 56 min 41 s |
| 2e | Joane Somarriba     | Espagne     | Alfa Lum-William Aurora   | + 39 s          |
| 3e | Swetlana Bubnenkowa | Russie      | Alfa Lum-William Aurora   | + 2 min 16 s    |
| 4e | Tatiana Stiajkina   | Ukraine     | Selene Rama Mista         | + 2 min 16 s    |
| 5e | Tamara Poliakova    | Ukraine     | Swam Hooch                | + 2 min 16 s    |
| 6e | Pia Sundstedt       | Finlande    | Gas Sport Team            | + 2 min 16 s    |
| 7e | Yuliya Murenkaya    | Ukraine     |                           | + 2 min 16 s    |
| 8e | Daniela Veronesi    | Saint-Marin | Alfa Lum-William Aurora   | + 2 min 16 s    |
| 9e | Edita Pučinskaitė   | Lituanie    | Acca Due O-Lorena Camicie | + 2 min 16 s    |
| 10e | Roberta Bonanomi    | Italie      | Acca Due O-Lorena Camicie | + 2 min 19 s    |

| \| Classement général \| Classement général \| Classement général \| Classement général \| Classement général \| \| Coureur \| Coureur \| Pays \| Équipe \| Temps \| \| ------------------ \| ------------------- \| ------------------ \| ------------------------- \| ------------------ \| \| 1re \| Joane Somarriba \| Espagne \| Alfa Lum-William Aurora \| 23 h 47 min 24 s \| \| 2e \| Swetlana Bubnenkowa \| Russie \| Alfa Lum-William Aurora \| + 2 min 11 s \| \| 3e \| Daniela Veronesi \| Saint-Marin \| Alfa Lum-William Aurora \| + 2 min 40 s \| \| 4e \| Edita Pučinskaitė \| Lituanie \| Acca Due O-Lorena Camicie \| + 4 min 28 s \| \| 5e \| Zulfiya Zabirova \| Russie \| Acca Due O-Lorena Camicie \| + 5 min 02 s \| \| 6e \| Tatiana Stiajkina \| Ukraine \| Selene Rama Mista \| + 5 min 43 s \| \| 7e \| Pia Sundstedt \| Finlande \| Gas Sport Team \| + 6 min 00 s \| \| 8e \| Heidi Van de Vijver \| Belgique \| Vlaanderen 2002 Ladies \| + 6 min 58 s \| \| 9e \| Yuliya Murenkaya \| Ukraine \| \| + 7 min 40 s \| \| 10e \| Cindy Pieters \| Belgique \| Vlaanderen 2002 Ladies \| + 8 min 43 s \| |                     |             |                           |                  |
| |                     |             |                           |                  |
| |                     |             |                           |                  |
| Classement général |                     |             |                           |                  |
| Coureur | Coureur             | Pays        | Équipe                    | Temps            |
| 1re | Joane Somarriba     | Espagne     | Alfa Lum-William Aurora   | 23 h 47 min 24 s |
| 2e | Swetlana Bubnenkowa | Russie      | Alfa Lum-William Aurora   | + 2 min 11 s     |
| 3e | Daniela Veronesi    | Saint-Marin | Alfa Lum-William Aurora   | + 2 min 40 s     |
| 4e | Edita Pučinskaitė   | Lituanie    | Acca Due O-Lorena Camicie | + 4 min 28 s     |
| 5e | Zulfiya Zabirova    | Russie      | Acca Due O-Lorena Camicie | + 5 min 02 s     |
| 6e | Tatiana Stiajkina   | Ukraine     | Selene Rama Mista         | + 5 min 43 s     |
| 7e | Pia Sundstedt       | Finlande    | Gas Sport Team            | + 6 min 00 s     |
| 8e | Heidi Van de Vijver | Belgique    | Vlaanderen 2002 Ladies    | + 6 min 58 s     |
| 9e | Yuliya Murenkaya    | Ukraine     |                           | + 7 min 40 s     |
| 10e | Cindy Pieters       | Belgique    | Vlaanderen 2002 Ladies    | + 8 min 43 s     |

### 10eétape, secteur a
Un groupe de six coureuses, dont les favorites, se dispute la victoire. Pia Sundstedt s'en montre la plus rapide 
.
| \| Classement de l'étape \| Classement de l'étape \| Classement de l'étape \| Classement de l'étape \| Classement de l'étape \| \| Coureur \| Coureur \| Pays \| Équipe \| Temps \| \| --------------------- \| ---------------------- \| --------------------- \| ------------------------- \| --------------------- \| \| 1re \| Pia Sundstedt \| Finlande \| Gas Sport Team \| 1 h 44 min 35 s \| \| 2e \| Edita Pučinskaitė \| Lituanie \| Acca Due O-Lorena Camicie \| + 0 s \| \| 3e \| Joane Somarriba \| Espagne \| Alfa Lum-William Aurora \| + 0 s \| \| 4e \| Roberta Bonanomi \| Italie \| Acca Due O-Lorena Camicie \| + 0 s \| \| 5e \| Swetlana Bubnenkowa \| Russie \| Alfa Lum-William Aurora \| + 0 s \| \| 6e \| Daniela Veronesi \| Saint-Marin \| Alfa Lum-William Aurora \| + 0 s \| \| 7e \| Petra Rossner \| Allemagne \| \| + 13 s \| \| 8e \| Sara Felloni \| Italie \| Acca Due O-Lorena Camicie \| + 13 s \| \| 9e \| Alessandra Cappellotto \| Italie \| Gas Sport Team \| + 13 s \| \| 10e \| Sonia Rocca \| Italie \| Alfa Lum-William Aurora \| + 13 s \| |                        |             |                           |                 |
| |                        |             |                           |                 |
| |                        |             |                           |                 |
| Classement de l'étape |                        |             |                           |                 |
| Coureur | Coureur                | Pays        | Équipe                    | Temps           |
| 1re | Pia Sundstedt          | Finlande    | Gas Sport Team            | 1 h 44 min 35 s |
| 2e | Edita Pučinskaitė      | Lituanie    | Acca Due O-Lorena Camicie | + 0 s           |
| 3e | Joane Somarriba        | Espagne     | Alfa Lum-William Aurora   | + 0 s           |
| 4e | Roberta Bonanomi       | Italie      | Acca Due O-Lorena Camicie | + 0 s           |
| 5e | Swetlana Bubnenkowa    | Russie      | Alfa Lum-William Aurora   | + 0 s           |
| 6e | Daniela Veronesi       | Saint-Marin | Alfa Lum-William Aurora   | + 0 s           |
| 7e | Petra Rossner          | Allemagne   |                           | + 13 s          |
| 8e | Sara Felloni           | Italie      | Acca Due O-Lorena Camicie | + 13 s          |
| 9e | Alessandra Cappellotto | Italie      | Gas Sport Team            | + 13 s          |
| 10e | Sonia Rocca            | Italie      | Alfa Lum-William Aurora   | + 13 s          |

| \| Classement général \| Classement général \| Classement général \| Classement général \| Classement général \| \| Coureur \| Coureur \| Pays \| Équipe \| Temps \| \| ------------------ \| ------------------ \| ------------------ \| ------------------ \| ------------------ \| |         |      |        |       |
| |         |      |        |       |
| |         |      |        |       |
| Classement général |         |      |        |       |
| Coureur | Coureur | Pays | Équipe | Temps |

### 10eétape, secteur b
Joane Somarriba confirme sa bonne forme avec une victoire sur le contre-la-montre en côte. Les écarts sont très importants.
| \| Classement de l'étape \| Classement de l'étape \| Classement de l'étape \| Classement de l'étape \| Classement de l'étape \| \| Coureur \| Coureur \| Pays \| Équipe \| Temps \| \| --------------------- \| --------------------- \| --------------------- \| ------------------------- \| --------------------- \| \| 1re \| Joane Somarriba \| Espagne \| Alfa Lum-William Aurora \| 42 min 42 s \| \| 2e \| Daniela Veronesi \| Saint-Marin \| Alfa Lum-William Aurora \| + 55 s \| \| 3e \| Yuliya Murenkaya \| Ukraine \| \| + 1 min 07 s \| \| 4e \| Zulfiya Zabirova \| Russie \| Acca Due O-Lorena Camicie \| + 1 min 43 s \| \| 5e \| Swetlana Bubnenkowa \| Russie \| Alfa Lum-William Aurora \| + 2 min 03 s \| \| 6e \| Edita Pučinskaitė \| Lituanie \| Acca Due O-Lorena Camicie \| + 2 min 09 s \| \| 7e \| Roberta Bonanomi \| Italie \| Acca Due O-Lorena Camicie \| + 2 min 13 s \| \| 8e \| Pia Sundstedt \| Finlande \| Gas Sport Team \| + 2 min 15 s \| \| 9e \| Tatiana Stiajkina \| Ukraine \| Selene Rama Mista \| + 2 min 40 s \| \| 10e \| Cindy Pieters \| Belgique \| Vlaanderen 2002 Ladies \| + 2 min 58 s \| |                     |             |                           |              |
| |                     |             |                           |              |
| |                     |             |                           |              |
| Classement de l'étape |                     |             |                           |              |
| Coureur | Coureur             | Pays        | Équipe                    | Temps        |
| 1re | Joane Somarriba     | Espagne     | Alfa Lum-William Aurora   | 42 min 42 s  |
| 2e | Daniela Veronesi    | Saint-Marin | Alfa Lum-William Aurora   | + 55 s       |
| 3e | Yuliya Murenkaya    | Ukraine     |                           | + 1 min 07 s |
| 4e | Zulfiya Zabirova    | Russie      | Acca Due O-Lorena Camicie | + 1 min 43 s |
| 5e | Swetlana Bubnenkowa | Russie      | Alfa Lum-William Aurora   | + 2 min 03 s |
| 6e | Edita Pučinskaitė   | Lituanie    | Acca Due O-Lorena Camicie | + 2 min 09 s |
| 7e | Roberta Bonanomi    | Italie      | Acca Due O-Lorena Camicie | + 2 min 13 s |
| 8e | Pia Sundstedt       | Finlande    | Gas Sport Team            | + 2 min 15 s |
| 9e | Tatiana Stiajkina   | Ukraine     | Selene Rama Mista         | + 2 min 40 s |
| 10e | Cindy Pieters       | Belgique    | Vlaanderen 2002 Ladies    | + 2 min 58 s |

| \| Classement général \| Classement général \| Classement général \| Classement général \| Classement général \| \| Coureur \| Coureur \| Pays \| Équipe \| Temps \| \| ------------------ \| ------------------- \| ------------------ \| ------------------------- \| ------------------ \| \| 1re \| Joane Somarriba \| Espagne \| Alfa Lum-William Aurora \| 26 h 14 min 41 s \| \| 2e \| Daniela Veronesi \| Saint-Marin \| Alfa Lum-William Aurora \| + 3 min 35 s \| \| 3e \| Swetlana Bubnenkowa \| Russie \| Alfa Lum-William Aurora \| + 4 min 14 s \| \| 4e \| Edita Pučinskaitė \| Lituanie \| Acca Due O-Lorena Camicie \| + 6 min 37 s \| \| 5e \| Zulfiya Zabirova \| Russie \| Acca Due O-Lorena Camicie \| + 6 min 58 s \| \| 6e \| Pia Sundstedt \| Finlande \| Gas Sport Team \| + 8 min 15 s \| \| 7e \| Tatiana Stiajkina \| Ukraine \| Selene Rama Mista \| + 8 min 36 s \| \| 8e \| Yuliya Murenkaya \| Ukraine \| \| + 9 min 00 s \| \| 9e \| Heidi Van de Vijver \| Belgique \| Vlaanderen 2002 Ladies \| + 10 min 13 s \| \| 10e \| Cindy Pieters \| Belgique \| Vlaanderen 2002 Ladies \| + 11 min 54 s \| |                     |             |                           |                  |
| |                     |             |                           |                  |
| |                     |             |                           |                  |
| Classement général |                     |             |                           |                  |
| Coureur | Coureur             | Pays        | Équipe                    | Temps            |
| 1re | Joane Somarriba     | Espagne     | Alfa Lum-William Aurora   | 26 h 14 min 41 s |
| 2e | Daniela Veronesi    | Saint-Marin | Alfa Lum-William Aurora   | + 3 min 35 s     |
| 3e | Swetlana Bubnenkowa | Russie      | Alfa Lum-William Aurora   | + 4 min 14 s     |
| 4e | Edita Pučinskaitė   | Lituanie    | Acca Due O-Lorena Camicie | + 6 min 37 s     |
| 5e | Zulfiya Zabirova    | Russie      | Acca Due O-Lorena Camicie | + 6 min 58 s     |
| 6e | Pia Sundstedt       | Finlande    | Gas Sport Team            | + 8 min 15 s     |
| 7e | Tatiana Stiajkina   | Ukraine     | Selene Rama Mista         | + 8 min 36 s     |
| 8e | Yuliya Murenkaya    | Ukraine     |                           | + 9 min 00 s     |
| 9e | Heidi Van de Vijver | Belgique    | Vlaanderen 2002 Ladies    | + 10 min 13 s    |
| 10e | Cindy Pieters       | Belgique    | Vlaanderen 2002 Ladies    | + 11 min 54 s    |

### 11eétape
Il pleut beaucoup. Cela rend la chaussée glissante : Gabriella Pregnolato et Fátima Blázquez chutent dans une descente après le prix des monts à Conco. La porteuse du maillot rose décide de limiter les risques, mais un groupe de quinze dont Boubnenkova et Sundstedt prend le large. Sa coéquipière Sonia Rocca gagne l'étape. Svetlana Boubnenkova remonte à la deuxième place du classement général.
| \| Classement de l'étape \| Classement de l'étape \| Classement de l'étape \| Classement de l'étape \| Classement de l'étape \| \| Coureur \| Coureur \| Pays \| Équipe \| Temps \| \| --------------------- \| ---------------------- \| --------------------- \| ---------------------------- \| --------------------- \| \| 1re \| Sonia Rocca \| Italie \| Alfa Lum-William Aurora \| 3 h 02 min 17 s \| \| 2e \| Zinaida Stahurskaia \| Biélorussie \| Acca Due O-Lorena Camicie \| + 0 s \| \| 3e \| Swetlana Bubnenkowa \| Russie \| Alfa Lum-William Aurora \| + 0 s \| \| 4e \| Katia Longhin \| Italie \| SC Michela Fanini Record Rox \| + 0 s \| \| 5e \| Sara Carrigan \| Australie \| \| + 0 s \| \| 6e \| Alison Wright \| Australie \| \| + 0 s \| \| 7e \| Tatiana Stiajkina \| Ukraine \| Selene Rama Mista \| + 0 s \| \| 8e \| Alessandra Cappellotto \| Italie \| Gas Sport Team \| + 0 s \| \| 9e \| Luisiana Pegoraro \| Italie \| Edil Savino \| + 0 s \| \| 10e \| Heidi Van de Vijver \| Belgique \| Vlaanderen 2002 Ladies \| + 0 s \| |                        |             |                              |                 |
| |                        |             |                              |                 |
| |                        |             |                              |                 |
| Classement de l'étape |                        |             |                              |                 |
| Coureur | Coureur                | Pays        | Équipe                       | Temps           |
| 1re | Sonia Rocca            | Italie      | Alfa Lum-William Aurora      | 3 h 02 min 17 s |
| 2e | Zinaida Stahurskaia    | Biélorussie | Acca Due O-Lorena Camicie    | + 0 s           |
| 3e | Swetlana Bubnenkowa    | Russie      | Alfa Lum-William Aurora      | + 0 s           |
| 4e | Katia Longhin          | Italie      | SC Michela Fanini Record Rox | + 0 s           |
| 5e | Sara Carrigan          | Australie   |                              | + 0 s           |
| 6e | Alison Wright          | Australie   |                              | + 0 s           |
| 7e | Tatiana Stiajkina      | Ukraine     | Selene Rama Mista            | + 0 s           |
| 8e | Alessandra Cappellotto | Italie      | Gas Sport Team               | + 0 s           |
| 9e | Luisiana Pegoraro      | Italie      | Edil Savino                  | + 0 s           |
| 10e | Heidi Van de Vijver    | Belgique    | Vlaanderen 2002 Ladies       | + 0 s           |

| \| Classement général \| Classement général \| Classement général \| Classement général \| Classement général \| \| Coureur \| Coureur \| Pays \| Équipe \| Temps \| \| ------------------ \| ------------------- \| ------------------ \| ------------------------- \| ------------------ \| \| 1re \| Joane Somarriba \| Espagne \| Alfa Lum-William Aurora \| 29 h 17 min 40 s \| \| 2e \| Swetlana Bubnenkowa \| Russie \| Alfa Lum-William Aurora \| + 3 min 32 s \| \| 3e \| Daniela Veronesi \| Saint-Marin \| Alfa Lum-William Aurora \| + 3 min 35 s \| \| 4e \| Edita Pučinskaitė \| Lituanie \| Acca Due O-Lorena Camicie \| + 6 min 37 s \| \| 5e \| Zulfiya Zabirova \| Russie \| Acca Due O-Lorena Camicie \| + 6 min 58 s \| \| 6e \| Pia Sundstedt \| Finlande \| Gas Sport Team \| + 7 min 33 s \| \| 7e \| Tatiana Stiajkina \| Ukraine \| Selene Rama Mista \| + 7 min 54 s \| \| 8e \| Heidi Van de Vijver \| Belgique \| Vlaanderen 2002 Ladies \| + 9 min 31 s \| \| 9e \| Yuliya Murenkaya \| Ukraine \| \| + 10 min 34 s \| \| 10e \| Nicole Brändli \| Suisse \| Acca Due O-Lorena Camicie \| + 11 min 30 s \| |                     |             |                           |                  |
| |                     |             |                           |                  |
| |                     |             |                           |                  |
| Classement général |                     |             |                           |                  |
| Coureur | Coureur             | Pays        | Équipe                    | Temps            |
| 1re | Joane Somarriba     | Espagne     | Alfa Lum-William Aurora   | 29 h 17 min 40 s |
| 2e | Swetlana Bubnenkowa | Russie      | Alfa Lum-William Aurora   | + 3 min 32 s     |
| 3e | Daniela Veronesi    | Saint-Marin | Alfa Lum-William Aurora   | + 3 min 35 s     |
| 4e | Edita Pučinskaitė   | Lituanie    | Acca Due O-Lorena Camicie | + 6 min 37 s     |
| 5e | Zulfiya Zabirova    | Russie      | Acca Due O-Lorena Camicie | + 6 min 58 s     |
| 6e | Pia Sundstedt       | Finlande    | Gas Sport Team            | + 7 min 33 s     |
| 7e | Tatiana Stiajkina   | Ukraine     | Selene Rama Mista         | + 7 min 54 s     |
| 8e | Heidi Van de Vijver | Belgique    | Vlaanderen 2002 Ladies    | + 9 min 31 s     |
| 9e | Yuliya Murenkaya    | Ukraine     |                           | + 10 min 34 s    |
| 10e | Nicole Brändli      | Suisse      | Acca Due O-Lorena Camicie | + 11 min 30 s    |

### 12eétape
Gabriella Pregnolato attaque à trois kilomètres de la ligne et n'est plus rejointe. Petra Rossner règle le peloton.
| \| Classement de l'étape \| Classement de l'étape \| Classement de l'étape \| Classement de l'étape \| Classement de l'étape \| \| Coureur \| Coureur \| Pays \| Équipe \| Temps \| \| --------------------- \| ---------------------- \| --------------------- \| ------------------------- \| --------------------- \| \| 1re \| Gabriella Pregnolato \| Italie \| Acca Due O-Lorena Camicie \| 2 h 53 min 26 s \| \| 2e \| Petra Rossner \| Allemagne \| \| + 9 s \| \| 3e \| Nada Cristofoli \| Italie \| Edil Savino \| + 9 s \| \| 4e \| Zinaida Stahurskaia \| Biélorussie \| Acca Due O-Lorena Camicie \| + 9 s \| \| 5e \| Swetlana Bubnenkowa \| Russie \| Alfa Lum-William Aurora \| + 9 s \| \| 6e \| Oksana Saprykina \| Ukraine \| Primavera Oliviero Sport \| + 9 s \| \| 7e \| Sara Felloni \| Italie \| Acca Due O-Lorena Camicie \| + 9 s \| \| 8e \| Simona Parente \| Italie \| Gas Sport Team \| + 9 s \| \| 9e \| Alessandra Cappellotto \| Italie \| Gas Sport Team \| + 9 s \| \| 10e \| Sara Carrigan \| Australie \| \| + 9 s \| |                        |             |                           |                 |
| |                        |             |                           |                 |
| |                        |             |                           |                 |
| Classement de l'étape |                        |             |                           |                 |
| Coureur | Coureur                | Pays        | Équipe                    | Temps           |
| 1re | Gabriella Pregnolato   | Italie      | Acca Due O-Lorena Camicie | 2 h 53 min 26 s |
| 2e | Petra Rossner          | Allemagne   |                           | + 9 s           |
| 3e | Nada Cristofoli        | Italie      | Edil Savino               | + 9 s           |
| 4e | Zinaida Stahurskaia    | Biélorussie | Acca Due O-Lorena Camicie | + 9 s           |
| 5e | Swetlana Bubnenkowa    | Russie      | Alfa Lum-William Aurora   | + 9 s           |
| 6e | Oksana Saprykina       | Ukraine     | Primavera Oliviero Sport  | + 9 s           |
| 7e | Sara Felloni           | Italie      | Acca Due O-Lorena Camicie | + 9 s           |
| 8e | Simona Parente         | Italie      | Gas Sport Team            | + 9 s           |
| 9e | Alessandra Cappellotto | Italie      | Gas Sport Team            | + 9 s           |
| 10e | Sara Carrigan          | Australie   |                           | + 9 s           |

## Classement général final
| \| Classement général \| Classement général \| Classement général \| Classement général \| Classement général \| \| Coureuse \| Coureuse \| Pays \| Équipe \| Temps \| \| ------------------ \| ------------------- \| ------------------ \| ------------------------- \| ------------------ \| \| 1re \| Joane Somarriba \| Espagne \| Alfa Lum-William Aurora \| 29 h 17 min 40 s \| \| 2e \| Swetlana Bubnenkowa \| Russie \| Alfa Lum-William Aurora \| + 3 min 23 s \| \| 3e \| Daniela Veronesi \| Saint-Marin \| Alfa Lum-William Aurora \| + 3 min 26 s \| \| 4e \| Edita Pučinskaitė \| Lituanie \| Acca Due O-Lorena Camicie \| + 6 min 28 s \| \| 5e \| Zulfiya Zabirova \| Russie \| Acca Due O-Lorena Camicie \| + 6 min 49 s \| \| 6e \| Pia Sundstedt \| Finlande \| Gas Sport Team \| + 7 min 24 s \| \| 7e \| Tatiana Stiajkina \| Ukraine \| Selene Rama Mista \| + 7 min 45 s \| \| 8e \| Heidi Van de Vijver \| Belgique \| Vlaanderen 2002 Ladies \| + 9 min 22 s \| \| 9e \| Yuliya Murenkaya \| Ukraine \| \| + 10 min 25 s \| \| 10e \| Nicole Brändli \| Suisse \| Acca Due O-Lorena Camicie \| + 11 min 30 s \| |                     |             |                           |                  |
| |                     |             |                           |                  |
| |                     |             |                           |                  |
| Classement général |                     |             |                           |                  |
| Coureuse | Coureuse            | Pays        | Équipe                    | Temps            |
| 1re | Joane Somarriba     | Espagne     | Alfa Lum-William Aurora   | 29 h 17 min 40 s |
| 2e | Swetlana Bubnenkowa | Russie      | Alfa Lum-William Aurora   | + 3 min 23 s     |
| 3e | Daniela Veronesi    | Saint-Marin | Alfa Lum-William Aurora   | + 3 min 26 s     |
| 4e | Edita Pučinskaitė   | Lituanie    | Acca Due O-Lorena Camicie | + 6 min 28 s     |
| 5e | Zulfiya Zabirova    | Russie      | Acca Due O-Lorena Camicie | + 6 min 49 s     |
| 6e | Pia Sundstedt       | Finlande    | Gas Sport Team            | + 7 min 24 s     |
| 7e | Tatiana Stiajkina   | Ukraine     | Selene Rama Mista         | + 7 min 45 s     |
| 8e | Heidi Van de Vijver | Belgique    | Vlaanderen 2002 Ladies    | + 9 min 22 s     |
| 9e | Yuliya Murenkaya    | Ukraine     |                           | + 10 min 25 s    |
| 10e | Nicole Brändli      | Suisse      | Acca Due O-Lorena Camicie | + 11 min 30 s    |

## Classements annexes
| Classement par points | Classement par points | Classement par points | Classement par points     | Classement par points |
| Coureuse              | Coureuse              | Pays                  | Équipe                    | Points                |
| --------------------- | --------------------- | --------------------- | ------------------------- | --------------------- |
| 1re                   | Swetlana Bubnenkowa   | Russie                | Alfa Lum-William Aurora   | 119 pts               |
| 2e                    | Zinaida Stahurskaia   | Biélorussie           | Acca Due O-Lorena Camicie | 114 pts               |
| 3e                    | Joane Somarriba       | Espagne               | Alfa Lum-William Aurora   | 110 pts               |
| 4e                    | Zulfiya Zabirova      | Russie                | Acca Due O-Lorena Camicie | 97 pts                |
| 5e                    | Petra Rossner         | Allemagne             |                           | 94 pts                |
| 6e                    | Gabriella Pregnolato  | Italie                | Acca Due O-Lorena Camicie | 84 pts                |
| 7e                    | Nada Cristofoli       | Italie                | Edil Savino               | 82 pts                |
| 8e                    | Edita Pučinskaitė     | Lituanie              | Acca Due O-Lorena Camicie | 77 pts                |
| 9e                    | Pia Sundstedt         | Finlande              | Gas Sport Team            | 69 pts                |
| 10e                   | Daniela Veronesi      | Saint-Marin           | Alfa Lum-William Aurora   | 65 pts                |

| Classement par points | Classement par points | Classement par points | Classement par points     | Classement par points |
| Coureuse              | Coureuse              | Pays                  | Équipe                    | Points                |
| --------------------- | --------------------- | --------------------- | ------------------------- | --------------------- |
| 1re                   | Swetlana Bubnenkowa   | Russie                | Alfa Lum-William Aurora   | 119 pts               |
| 2e                    | Zinaida Stahurskaia   | Biélorussie           | Acca Due O-Lorena Camicie | 114 pts               |
| 3e                    | Joane Somarriba       | Espagne               | Alfa Lum-William Aurora   | 110 pts               |
| 4e                    | Zulfiya Zabirova      | Russie                | Acca Due O-Lorena Camicie | 97 pts                |
| 5e                    | Petra Rossner         | Allemagne             |                           | 94 pts                |
| 6e                    | Gabriella Pregnolato  | Italie                | Acca Due O-Lorena Camicie | 84 pts                |
| 7e                    | Nada Cristofoli       | Italie                | Edil Savino               | 82 pts                |
| 8e                    | Edita Pučinskaitė     | Lituanie              | Acca Due O-Lorena Camicie | 77 pts                |
| 9e                    | Pia Sundstedt         | Finlande              | Gas Sport Team            | 69 pts                |
| 10e                   | Daniela Veronesi      | Saint-Marin           | Alfa Lum-William Aurora   | 65 pts                |

| Classement de la montagne | Classement de la montagne | Classement de la montagne | Classement de la montagne             | Classement de la montagne |
| Coureuse                  | Coureuse                  | Pays                      | Équipe                                | Points                    |
| ------------------------- | ------------------------- | ------------------------- | ------------------------------------- | ------------------------- |
| 1re                       | Daniela Veronesi          | Saint-Marin               | Alfa Lum-William Aurora               | 26 pts                    |
| 2e                        | Edita Pučinskaitė         | Lituanie                  | Acca Due O-Lorena Camicie             | 24 pts                    |
| 3e                        | Joane Somarriba           | Espagne                   | Alfa Lum-William Aurora               | 23 pts                    |
| 4e                        | Fátima Blázquez           | Espagne                   | Alfa Lum-William Aurora               | 14 pts                    |
| 5e                        | Zulfiya Zabirova          | Russie                    | Acca Due O-Lorena Camicie             | 13 pts                    |
| 6e                        | Swetlana Bubnenkowa       | Russie                    | Alfa Lum-William Aurora               | 6 pts                     |
| 7e                        | Zinaida Stahurskaia       | Biélorussie               | Acca Due O-Lorena Camicie             | 4 pts                     |
| 8e                        | Roberta Bonanomi          | Italie                    | Acca Due O-Lorena Camicie             | 4 pts                     |
| 9e                        | Tatiana Stiajkina         | Ukraine                   | Selene Rama Mista                     | 2 pts                     |
| 10e                       | Sigrid Corneo             | Italie                    | SC Masters Automazione-Molteni Record | 2 pts                     |

| Classement de la montagne | Classement de la montagne | Classement de la montagne | Classement de la montagne             | Classement de la montagne |
| Coureuse                  | Coureuse                  | Pays                      | Équipe                                | Points                    |
| ------------------------- | ------------------------- | ------------------------- | ------------------------------------- | ------------------------- |
| 1re                       | Daniela Veronesi          | Saint-Marin               | Alfa Lum-William Aurora               | 26 pts                    |
| 2e                        | Edita Pučinskaitė         | Lituanie                  | Acca Due O-Lorena Camicie             | 24 pts                    |
| 3e                        | Joane Somarriba           | Espagne                   | Alfa Lum-William Aurora               | 23 pts                    |
| 4e                        | Fátima Blázquez           | Espagne                   | Alfa Lum-William Aurora               | 14 pts                    |
| 5e                        | Zulfiya Zabirova          | Russie                    | Acca Due O-Lorena Camicie             | 13 pts                    |
| 6e                        | Swetlana Bubnenkowa       | Russie                    | Alfa Lum-William Aurora               | 6 pts                     |
| 7e                        | Zinaida Stahurskaia       | Biélorussie               | Acca Due O-Lorena Camicie             | 4 pts                     |
| 8e                        | Roberta Bonanomi          | Italie                    | Acca Due O-Lorena Camicie             | 4 pts                     |
| 9e                        | Tatiana Stiajkina         | Ukraine                   | Selene Rama Mista                     | 2 pts                     |
| 10e                       | Sigrid Corneo             | Italie                    | SC Masters Automazione-Molteni Record | 2 pts                     |

| Classement du meilleur jeune | Classement du meilleur jeune | Classement du meilleur jeune | Classement du meilleur jeune | Classement du meilleur jeune |
| Coureuse                     | Coureuse                     | Pays                         | Équipe                       | Temps                        |
| ---------------------------- | ---------------------------- | ---------------------------- | ---------------------------- | ---------------------------- |
| 1re                          | Tatiana Stiajkina            | Ukraine                      | Selene Rama Mista            | 32 h 19 min 09 s             |
| 2e                           | Nicole Brändli               | Suisse                       | Acca Due O-Lorena Camicie    | + 3 min 45 s                 |
| 3e                           | Oksana Saprykina             | Ukraine                      | Primavera Oliviero Sport     | + 24 min 51 s                |
| 4e                           | Gitana Gruodyte              | Lituanie                     | Cicli Aliverti               | + 30 min 23 s                |
| 6e                           | Sara Carrigan                | Australie                    |                              | + 48 min 43 s                |
| 7e                           | Alison Wright                | Australie                    |                              | + 1 h 01 min 45 s            |
| 10e                          | Alessandra D'Ettorre         | Italie                       | Selene Rama Mista            | + 1 h 17 min 57 s            |

| Classement du meilleur jeune | Classement du meilleur jeune | Classement du meilleur jeune | Classement du meilleur jeune | Classement du meilleur jeune |
| Coureuse                     | Coureuse                     | Pays                         | Équipe                       | Temps                        |
| ---------------------------- | ---------------------------- | ---------------------------- | ---------------------------- | ---------------------------- |
| 1re                          | Tatiana Stiajkina            | Ukraine                      | Selene Rama Mista            | 32 h 19 min 09 s             |
| 2e                           | Nicole Brändli               | Suisse                       | Acca Due O-Lorena Camicie    | + 3 min 45 s                 |
| 3e                           | Oksana Saprykina             | Ukraine                      | Primavera Oliviero Sport     | + 24 min 51 s                |
| 4e                           | Gitana Gruodyte              | Lituanie                     | Cicli Aliverti               | + 30 min 23 s                |
| 6e                           | Sara Carrigan                | Australie                    |                              | + 48 min 43 s                |
| 7e                           | Alison Wright                | Australie                    |                              | + 1 h 01 min 45 s            |
| 10e                          | Alessandra D'Ettorre         | Italie                       | Selene Rama Mista            | + 1 h 17 min 57 s            |

## Évolution des classements
| Étape              |                             | Vainqueur _          | Classement général | Classement par points | Meilleure grimpeuse | Meilleure jeune   |
| ------------------ | --------------------------- | -------------------- | ------------------ | --------------------- | ------------------- | ----------------- |
| 1re étape          | étape vallonnée             | Gabriella Pregnolato | Marion Clignet     | non attribué          | non attribué        | non attribué      |
| 2e étape           | étape de plaine             | Petra Rossner        | Zita Urbonaitė     | non attribué          | non attribué        | non attribué      |
| 3e étape           | étape de moyenne montagne   | Zinaida Stahurskaia  | Zita Urbonaitė     | non attribué          | non attribué        | non attribué      |
| 4e étape           | étape vallonnée             | Zulfiya Zabirova     | Zita Urbonaitė     | non attribué          | non attribué        | non attribué      |
| 5e étape           | étape de montagne           | Daniela Veronesi     | Daniela Veronesi   | non attribué          | non attribué        | non attribué      |
| 6e étape           | étape vallonnée             | Petra Rossner        | Joane Somarriba    | non attribué          | non attribué        | non attribué      |
| 7e étape           | contre-la-montre individuel | Zulfiya Zabirova     | Joane Somarriba    | non attribué          | non attribué        | non attribué      |
| 8e étape           | étape vallonnée             | Gulnara Fatkúlina    | Joane Somarriba    | non attribué          | non attribué        | non attribué      |
| 9e étape           | étape de moyenne montagne   | Zulfiya Zabirova     | Joane Somarriba    | non attribué          | non attribué        | non attribué      |
| 10e a étape        | étape vallonnée             | Pia Sundstedt        | Joane Somarriba    | non attribué          | non attribué        | non attribué      |
| 10e b étape        | contre-la-montre individuel | Joane Somarriba      | Joane Somarriba    | non attribué          | non attribué        | non attribué      |
| 11e étape          | étape vallonnée             | Sonia Rocca          | Joane Somarriba    | non attribué          | non attribué        | non attribué      |
| 12e étape          | étape de plaine             | Gabriella Pregnolato | Joane Somarriba    | Swetlana Bubnenkowa   | Daniela Veronesi    | Tatiana Stiajkina |
| Classements finals | Classements finals          |                      | Joane Somarriba    | Swetlana Bubnenkowa   | Daniela Veronesi    | Tatiana Stiajkina |

### Autre
- (it) Site officiel